# Mihail Lascăr

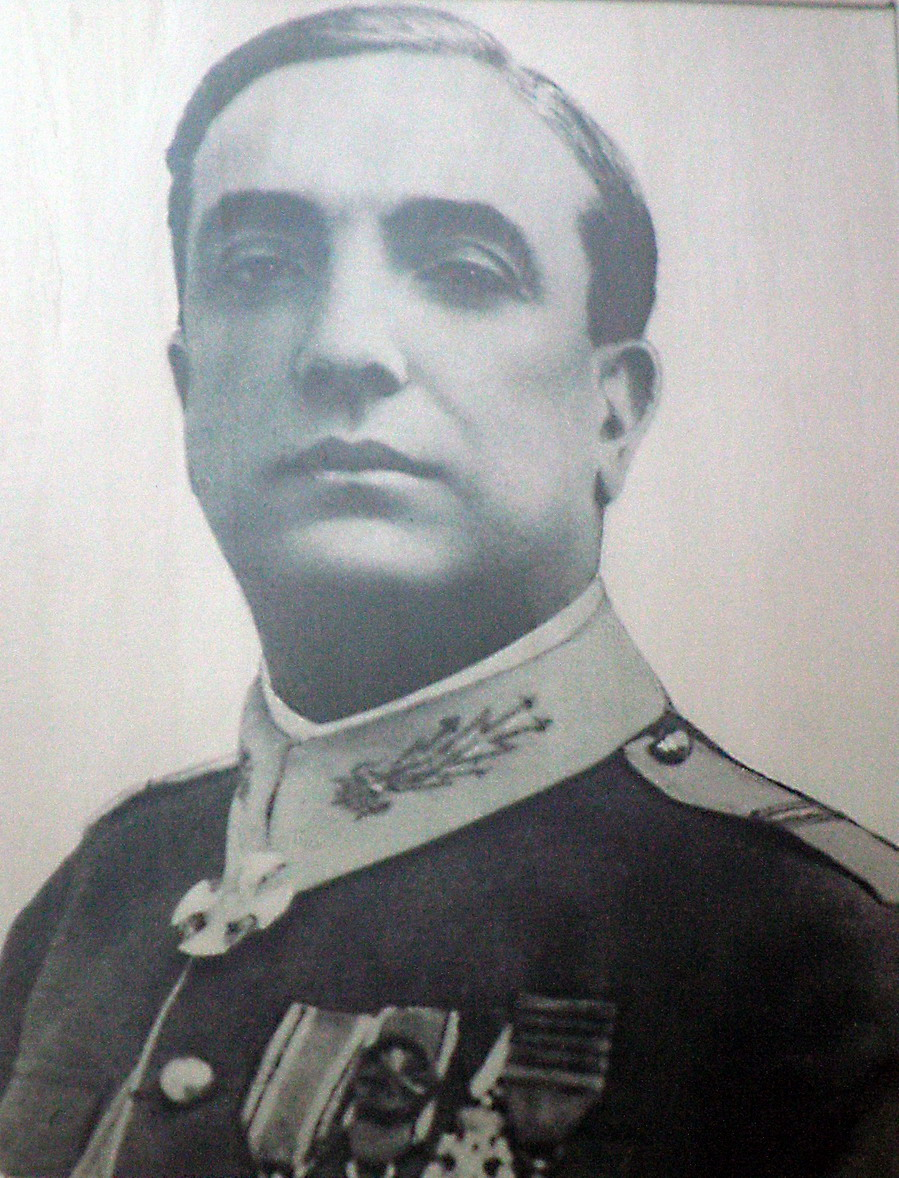
Mihail Lascăr als Verteidigungsminister

Mihail Lascăr (* 8. November 1889 in Târgu Jiu; † 24. Juli 1959 in Bukarest) war ein rumänischer Offizier, zuletzt Vier-Sterne-General und rumänischer Verteidigungsminister (1946–1947).

## Leben
Lascăr besuchte 1908 bis 1910 die Infanterieoffiziersschule und wurde zum Abschluss zum Leutnant befördert. Er kämpfte als Leutnant im Zweiten Balkankrieg. Als Rumänien in den Ersten Weltkrieg eintrat, hatte er den Rang eines Hauptmanns. 1917 wurde er zum Major befördert, dann musste er weitere 10 Jahre warten, um in den Rang eines Oberstleutnants aufzusteigen. Im Jahr 1934 wurde er Oberst und 1939 Brigadegeneral befördert.
Am 10. Januar 1941 wurde er zum kommandierenden Offizier der 1. Gebirgsbrigade, einer Eliteeinheit der rumänischen 3. Armee, ernannt. Ab dem 22. Juni 1941 nahm der als Kommandant der Gebirgsbrigade an der Operation Barbarossa teil. Seine Brigade nahm am Angriff der deutschen 11. Armee in der nördlichen Bukowina teil. Die Gebirgsbrigade kämpfte zunächst in der Bukowina und Nordbessarabien. Er wurde am 17. Oktober 1941 mit dem Militärorden Michael der Tapfere III. Klasse ausgezeichnet. Laut Dekret bekam er den Orden „für den Mut, die Entschlossenheit und die bemerkenswerte Energie, die er bei den Grenzoperationen, der Eroberung der Bukowina und Nordbessarabiens gezeigt hat. Bei der Überquerung des Dnjestr führte er die Brigade mit Entschlossenheit und Energie an, verteidigte dann heftig den Brückenkopf und wehrte alle feindlichen Angriffe durch Gegenangriffe ab.“
Lascăr schwenkte nun seine Einheit nach Osten und überquerten die Flüsse Dnjestr, Bug und Dnjepr. Er kämpfte danach in der Schlacht am Asowschen Meer, dabei leistete er sowjetischen Angriffen mit überlegenen Kräften Widerstand, wobei seine Einheit sogar eingekesselt war, bis deutsche Verbände verfügbar wurden und eingriffen. Anschließend folgte der Einsatz über die Landenge von Perekop auf der Krim, wo er Verteidigungsstellungen der Roten Armee überwand. Seine Einheit verfolgte dann den Rückzug der sowjetischen Streitkräfte. In vier Tagen marschierte seine Einheit 180 km weit und machte 2.447 Gefangene, bis sie die Küste bei Sudak erreichte. Für kurze Zeit führte sie Antipartisanen Operationen im Jaila-Gebirge durch. Ab November 1941 nahm er an der Schlacht um Sewastopol 1941–1942 teil. Die 1. Gebirgsbrigade eroberte zusammen mit der deutschen 170. Infanteriedivision den Kapellenberg. Lascar bekam für den Einsatz in der Schlacht den Militärorden Michael der Tapfere 2. Klasse und das Ritterkreuz des Eisernen Kreuzes. Erich von Manstein erwähnte Lascăr in seinen Memoiren. Sein direkter Vorgesetzter, Generalmajor Gheorghe Avramescu (Kommandeur des Gebirgskorps), schrieb in seiner Personalakte: Er ist voller Energie und Engagement, mit viel Initiative. Fester Charakter und Persönlichkeit, selbstbewusst. Er erwies sich als ein General von hoher Qualität, der seine Truppen gut im Griff hatte.
Er war bis zum 10. Februar 1942 Kommandant der Gebirgsjägerbrigade. Er wurde nun zum Generalmajor befördert. Am 11. März 1942 übernahm er das Kommando über die 6. Infanteriedivision, einer der besten Verbände der rumänischen Armee, die 1941 von deutschen Ausbildern ausgebildet wurde. Er kämpfte in der Schlacht von Stalingrad. Nachdem die rumänische Front in der Schlacht von Stalingrad durchbrochen worden war, kam es zur Einkesselung der rumänischen Verbände. Lascăr bekam das Kommando über die Reste der 3. Armee, bestehend aus Resten der 5., 6., 13., 14. und 15. Infanteriedivision bei der Verteidigung. Die 3. Armee kämpfte noch vier Tage lang. Er wurde am 22. November 1942 gefangen genommen und bekam an diesem Tag das Ritterkreuz des Eisernen Kreuzes mit Eichenlaub verliehen. Er war der erste Nichtdeutsche, der mit dem Eichenlaub ausgezeichnet wurde. Er verbrachte die Jahre 1943 bis 1945 in der Sowjetunion in Gefangenschaft. Er war in Lagern in Kranogor, Susdal und Iwanow und schließlich im Sonderlager Nr. 48, das Generälen vorbehalten war.
Am 12. April 1945 wurde Lascăr Kommandeur der Horia, Cloșca și Crișan Division. Am 12. September 1945 wurde Lascăr zum Kommandeur der 4. Armee ernannt. Er war ein Führer der Wahlkommission der Armee im Vorfeld der Parlamentswahlen vom 19. November 1946. Nachdem eine von der Rumänischen Kommunistischen Partei geführte Koalition die Wahl gewonnen hatte, wurde er zum Verteidigungsminister und Vier-Sterne-General ernannt. Er hatte dieses Ressort vom 29. November 1946 bis zum 27. Dezember 1947 inne, als er durch Emil Bodnăraș ersetzt wurde. Er fiel in Ungnade, weil er angeblich zu viel Sympathie für die Bourgeoisie und den König gezeigt hatte und erwähnte, dass die Freundschaft mit der Sowjetunion wichtig ist, aber auch die Beziehungen zur UNO. Danach war er Generalinspekteur der rumänischen Armee bis zum 12. Januar 1950, als er aus dem aktiven Dienst entlassen wurde.
Gegen Lascar wurde wegen Kriegsverbrechen ermittelt, er wurde aber nicht für schuldig befunden.

## Sonstiges
Am 7. Juni 1947 unterzeichnete er als Verteidigungsminister das Dekret zur Gründung des Fußballklubs Asociația Sportivă a Armatei București, heute CSA Steaua Bukarest.

## Auszeichnungen
- Rumänischer Militärorden Michael der Tapfere III. bis II. Klasse
- Eisernes Kreuz (1939) II. Klasse
- Eisernes Kreuz (1939) I. Klasse
- Ritterkreuz des Eisernen Kreuzes mit Eichenlaub
  - Ritterkreuz am 18. Januar 1942
  - Eichenlaub am 22. November 1942 (ohne Verleihungsnr.)